# Sanderella
Sanderella är ett släkte av orkidéer. Sanderella ingår i familjen orkidéer.
Kladogram enligt Catalogue of Life:
| Sanderella | \| \| Sanderella discolor \| \| \| \| \| \| Sanderella riograndensis \| \| \| \| |
|            | \| \| Sanderella discolor \| \| \| \| \| \| Sanderella riograndensis \| \| \| \| |
|            | Sanderella discolor                                                              |
|            |                                                                                  |
|            | Sanderella riograndensis                                                         |
|            |                                                                                  |